# Ceratocuma horridum
Ceratocuma horridum is een zeekommasoort uit de familie van de Ceratocumatidae. De wetenschappelijke naam van de soort is voor het eerst geldig gepubliceerd in 1905 door Calman.